# Río Nicholson (Queensland)
El río Nicholson es un río en el Territorio del Norte y el estado de Queensland, Australia.
En algunas fuentes históricamente también se hace referencia a la misión aborigen de Doomadgee como ubicada en el río Nicholson. 

## Curso y características
El río nace en el extremo occidental de China Wall, en la meseta de Barkly, en el Territorio del Norte, y discurre en dirección sureste. Después, se dirige hacia el este y cruza la frontera hacia la región noroeste de Queensland, cerca de Nudjabarra, atravesando llanuras en su mayoría deshabitadas. Continúa hacia el este a través de la llanura de Shadforth y pasa por la comunidad aborigen de Doomadgee. Luego, gira hacia el norte cerca de Tiranna Roadhouse, cruza Hann Crossing y pasa por Escott, justo al oeste de Burketown, donde se une con su principal afluente, el río Gregory. El río continúa hacia el norte hasta desembocar en Pascoe Inlet y el golfo de Carpentaria. El río Nicholson tiene una longitud aproximada de 390 kilómetros.
La cuenca hidrográfica del río ocupa una superficie de 53 200 km² , de los cuales 15 733 km² se encuentran en el Territorio del Norte y el resto en Queensland. La cuenca hidrográfica se encuentra rodeada por las cuencas hidrográficas del río Robinson y el arroyo Settlement al norte, la cuenca del río Barkly al sur y la cuenca del río Leichhardt al este.

## Historia
Los propietarios tradicionales de la zona son los pueblos yukulta/ganggalidda, waanyi, maga-kutana, wakabunga, nguburinji y mingin, que han habitado la región durante miles de años. 
El río se llama Ganalanga en lengua waanyi (también conocida como wanyi, wanyee, wanee, waangyee, wonyee, garawa y wanji), una lengua aborigen australiana de la región del Golfo. La región lingüística incluye las partes occidentales de los ríos Lawn Hill y Nicholson, desde aproximadamente la frontera entre el Territorio del Norte y Queensland hasta Alexandria Station, Doomadgee y el río Nicholson. Comprende el área de gobierno local del condado aborigen de Doomadgee.
El explorador Ludwig Leichhardt pasó por la zona durante su expedición terrestre de 1845 desde la bahía de Moreton, en Queensland, hasta Port Essington, en el Territorio del Norte. Leichhardt bautizó el río en honor al Dr. William Alleyne Nicholson, de Bristol, Inglaterra . En su diario, Leichhardt escribió que la «generosa amistad de Nicholson no solo me había permitido dedicarme al estudio de las ciencias naturales, sino también venir a Australia...». 

## Inundaciones
El río suele desbordarse debido a las fuertes lluvias que siguen a los ciclones que atraviesan la cuenca desde el mar de Coral o el golfo de Carpentaria. En 1971 se produjeron inundaciones récord en toda la cuenca y, en 2000, 2004 y 2009, inundaciones de menor magnitud que provocaron el cierre de carreteras en la zona.
Del 7 al 9 de marzo de 2023, cayeron hasta 500 mm de lluvia en 48 horas en toda la cuenca, lo que provocó inundaciones récord. En Doomadgee, el río alcanzó los 8 metros de altura, superando el récord de 1971. 